# Günter Benkö
Günter Benkö (Oberwart, 12 luglio 1955) è un ex arbitro di calcio austriaco.

## Carriera
Diventò internazionale nel 1993, dopo aver fatto parte della grande scuola arbitrale austriaca, da cui erano usciti grandi direttori di gara come Ferdinand Marschall, Paul Schiller, Erich Linemayr, Franz Woehrer, Horst Brummeier, Helmut Kohl, Hubert Forstinger e Gerd Grabher.
Nel 1996 arbitrò a Barcellona la finale del Campionato europeo di calcio Under-21 tra Italia e Spagna. Nel 1998 fu selezionato per i Mondiali di Francia 98, dove diresse Messico-Corea del Sud e Giappone-Giamaica.
Nel 1999 fu assegnato alla finale dell'ultima edizione della Coppa delle Coppe, tra Lazio e Maiorca, disputatasi a Birmingham.
Il 2000 fu, oltre che il suo ultimo anno di attività internazionale, anche il migliore della carriera: infatti, fu protagonista della finale di Supercoppa UEFA tra Galatasaray e Real Madrid, e fu in precedenza designato per gli europei di calcio. Qui, dopo aver arbitrato Francia-Danimarca, fu costretto ad arbitrare l'incontro tra Belgio-Turchia in sostituzione del danese Kim Milton Nielsen, colpito da un brutto risentimento muscolare.
Successivamente venne scelto per la semifinale del torneo tra Francia e Portogallo: qui venne pesantemente contestato dai portoghesi (vennero espulsi Luís Figo e Nuno Gomes e si sfiorò l'aggressione fisica all'arbitro), dopo che Benko concesse il rigore decisivo, poi segnato da Zinédine Zidane, in seguito alla segnalazione del guardalinee slovacco Igor Sramka, che rilevò un tocco di mano in area del portoghese Abel Xavier.
Vanta anche la direzione in una semifinale della semifinale di andata tra Arsenal e Lens della Coppa UEFA 1999-2000.
Di professione infermiere, era riconoscibile per la chioma brizzolata tagliata a spazzola. Attualmente è osservatore degli arbitri UEFA.